# Tysklands herrjuniorlandslag i ishockey
Tysklands herrjuniorlandslag i ishockey representerar Tyskland i ishockey för herrjuniorer. Laget spelade, som Västtyskland, sin första landskamp den 23 december 1976 i Zvolen under juniorvärldsmästerskapet, och besegrade USA med 4-3.

### Fotnoter
1. ↑  ”Championnat du monde 1977 des moins de 20 ans”. Hockeyarvhives. 1976-1977. http://www.passionhockey.com/hockeyarchives/U-20_1977.htm. Läst 15 december 2013.